# Всеволожский, Алексей Матвеевич
Алексе́й Матве́евич Все́воложский (1769—1813) — русский военачальник Отечественной войны 1812 года, генерал-майор Российской императорской армии.

## Происхождение
Алексей Всеволожский родился в 1767 году во Владимирской губернии. Его отец происходил из обедневшей дворянской семьи, принадлежавшей к одному из древнейших родов России; прямые предки Алексея на протяжении по крайней мере восьми поколений служили московским митрополитам и патриархам. Поместье под Владимиром (сельцо Орехово с пустошами), пожалованное в 1608 году патриархом Гермогеном патриаршему сыну боярскому Василию Петровичу Всеволоцкому (именно таково было написание фамилии в XVI — первой половине XVIII века), в 1645 году было закреплено патриархом Филаретом за его сыновьями Петром и Романом «в вотчину». В списке патриарших дворян и детей боярских при патриархе Адриане (1691) всего поименованы 209 человек. Из них 22 Всеволоцких (больше всех), в том числе Яков Ларионов сын (внук Петра Васильевича) с братьями Прокофием и Амосом, сыновьями Григорием и Василием (прадедом А. М. Всеволожского).
Мать Алексея Матвеевича происходила из старинного рода патриарших дворян Рагозиных. В том же списке дворян патриарха Адриана — 16 Рагозиных, в том числе прапрадед А. М. Всеволожского Прокофий Семёнов сын.

## Биография
Алексей Всеволожский провёл детство в родовом имении Орехово. Поступил на военную службу в 1786 году в Апшеронский пехотный полк; согласно декабрьскому рапорту командира полка о переменах в личном составе, в августе «26-го приняты просящиеся по поданным на ВЫСОЧАЙШЕЕ ЕЯ ИМПЕРАТОРСКОГО ВЕЛИЧЕСТВА имя прошениям в службу из дворян недоросли… в мушкетёры Алексей и Матвей Всеволожские» В том же 1786 году — подпрапорщик, с 1 декабря подпоручик.
Принимал участие в русско-турецкой и русско-польских войнах. «Был при взятии Килии» (18 октября 1790 года). При Измаиле (11 декабря 1790 года) находился в первой колонне, десантировавшейся через Дунай; в рапорте А. В. Суворова Г. А. Потёмкину о взятии Измаила упомянут четырежды. «Во всё время был декабря 11-го при взятьи штурмом в действительном сражении находился, за что по Высочайшему указу пожалован порутчиком, сверх того повелено дать одобрительный лист с уменьшением трёх лет ко получению военного ордена Святого Георгия и Золотой Знак». Участвовал в сражениях под Мачином и Бабадагом (май — июль 1791 года). Отличился при взятии Вильно (1794).
22 июля 1795 года приказом фельдмаршала А. В. Суворова-Рымникского был произведён в премьер-майоры и переведён в Елисаветградский конно-егерский полк, вскоре переименованный в гусарский. С 20 августа 1798 года подполковник, с 17 октября 1799 года — полковник. Состоял при полку «сверх комплекта».
При Аустерлице (1805) А. М. Всеволожский командовал эскадроном и был ранен «так, что пуля осталась невынутой в теле его»; 24 февраля 1806 года награждён орденом Святого Владимира 4-й степени с бантом.

За отличия в чрезвычайно успешной для него кампании 1807 года был награждён орденом Святого Георгия 4-го класса (26 апреля 1807 года) 
в воздаяние отличного мужества и храбрости, оказанных в сражении против французских войск 26 и 27 января при Прейсиш-Эйлау, где с примерною неустрашимостью врубился в неприятельскую колонну,
 орденом Святой Анны 2-й степени (20 мая 1808 года; «за Альткирх и Анкендорф»), Золотой саблей «За храбрость» (за Гейльсберг), высшей военной наградой Пруссии — орденом «Pour le Mérite» («За заслуги»), 12 декабря 1807 года произведён в генерал-майоры, а 13 января 1808 года назначен шефом Елисаветградского гусарского полка.
В 1811—1812 годах вместе «с тестем своим по покойной первой жене», отставным дивизионным штаб-лекарем Ф. О. Бартолоцием, приобрёл у бывшего командира лейб-гвардии Казачьего полка генерал-майора А. П. Орлова и корнета Требинского имение в Херсонской губернии — село Аннинское (Стоговка, Божедановка тож) и деревню Драчёвка Елисаветградского уезда.
Отечественную войну 1812 года встретил в должности начальника авангарда 2-го пехотного корпуса генерал-поручика К. Ф. Багговута (авангард в роли «кордонной стражи» принял под охрану участок границы по Неману «от Олиты до Средника»). Именно его кавалеристы (разъезд 1-го Бугского казачьего полка, входившего вместе с Елисаветградским гусарским полком в состав авангарда 2-го корпуса) вечером 23 июня 1812 года произвели первый выстрел Отечественной войны, вступив в соприкосновение с неприятелем, приступившим к форсированию Немана — частями 1-й пехотной дивизии генерала графа Морана, входившей в 1-й пехотный корпус маршала Даву.
В июне—июле 1812 года командовал арьергардом корпуса К. Ф. Багговута, затем авангардом 1-го кавалерийского корпуса Ф. П. Уварова. Принимал участие почти во всех арьергардных боях при отступлении Первой армии М. Б. Барклая-де-Толли от Немана к Смоленску и далее объединённой русской армии к Бородину (в том числе 5 июля при Кочергишках, 13—15 (25—27) июля при Островно, Какувячине (сегодня Куковячино) и реке Лучосе под Витебском, 7/19 августа при Лубине («при Валутиной горе») и мн. др.). В Бородинском сражении 24—25 августа 1812 года участвовал в обороне села Бородино, а 26 августа — во главе 3-й кавалерийской бригады, объединившей Елисаветградских гусар и Нежинский драгунский полк и составившей авангард корпуса — во фланговом прорыве конницы генерала Ф. П. Уварова и атамана М. И. Платова, атаковав французский пехотный полк и итальянскую кавалерийскую бригаду генерала д’Орнано в районе переправы через реку Войну близ села Беззубово.
Был дважды представлен к награждению орденом Святой Анны 1-й степени с алмазами (сначала М. Б. Барклаем-де-Толли за бой с Мюратом при Какувячине, затем главнокомандующим Михаилом Кутузовым за Бородино), награждён только 28 января 1813 года, фактически посмертно.
После Бородинского сражения заболел, слёг, 15 сентября был отправлен в Орёл, затем перевезён в Калугу. Алексей Матвеевич Всеволожский умер от болезни («горячкою») 16 января 1813 года в госпитале в Калуге и 19 января был похоронен в Калужском Свято-Лаврентьевском монастыре у южной стены Богородице-Рождественского собора рядом с К. Ф. Багговутом.
24 февраля 1814 года исключён из списков умершим от болезней. Значится в «пустой раме» Военной галереи Зимнего дворца.
Известен любопытным и очень своеобразным увлечением: «Генерал Алексей Матвеевич Всеволожский, высоко проявивший себя в Отечественной Войне 1812 года, являлся ярым поклонником и покровителем петушиных боёв». «В России петушиные бои получили популярность с лёгкой руки Алексея Орлова и генерала Всеволожского».

## Семья
Дед — Алексей Васильевич Всеволоцкой (род. около 1701 — ум. в 1747), сын патриаршего дворянина, капрал Семёновского полка, после отставки в 1733 году «за болезнью» в чине лейб-гвардии каптенармуса вернулся в синодальные дворяне, служил стряпчим, затем ясельничим Синодального дома, управителем вотчин Святейшего Правительствующего Синода в Елецком и Лебедянском (с. Куймань), позднее в Московском и Дмитровском уездах (с. Троицкое-Голенищево), в 1744 году был «награждён чином поручичьим»; к концу жизни практически полностью выкупил у родственников «свою половину» родовой вотчины Орехово.
Бабушка — Татьяна Ивановна Всеволоцкая, урождённая Ошанина, по первому мужу Дашкова (род. около 1708 — ум. после 1772), дочь стряпчего Ивана Нефедьевича Ошанина и его жены Дарьи Захаровны, урождённой Хметевской. В первом браке — за Никитой Ивановичем Дашковым (род. ок. 1684 — ум. ок. 1733), отставным сержантом лейб-гвардии Преображенского полка.
Дед по матери — Тимофей Алексеевич Рагозин (род. не позднее 1708 — ум. до 1775), отставной капрал лейб-гвардии Семёновского полка, дворянин Синодального дома, в 1740-х г.г. управитель синодальных вотчин «в Юрьевском уезде Польском» (с. Ильинское), в 1750-х г.г. — комиссар московской Синодальной типографии; однополчанин, сослуживец и сосед А. В. Всеволоцкого, помещик соседнего с Ореховым сельца Семёновское.
Бабушка — Анна Васильевна Рагозина, урождённая Харзеева (ум. до 1782), дочь ярославского городового дворянина Василия Ивановича Харзеева и его супруги Капитолины («Каптелиньи») Фёдоровны, урождённой Волынской.
Отец — Матвей Алексеевич Всеволоцкой (ок. 1738 — не позднее 1803), с 1755 года — в Синодальном экономическом правлении «при делах по дворянскому списку»: управитель вотчин Святейшего Синода в Муромском (Ярымовская волость), затем в Симбирском уезде (с. Вязовка) и дворский московского Синодального дома, впоследствии комиссар Государственной Коллегии экономии.
Мать — Евдокия Тимофеевна Всеволоцкая, урождённая Рагозина (род. около 1736 — ум. после 1784),
Брат — Матвей Матвеевич Всеволожский (1771 — 25 октября 1840, Москва), в службе с 1786 года, с 1795 г. офицер Елисаветградского гусарского полка («Всеволожский 2-й»), около 1808 г. уволен от службы с производством в подполковники.
Первая жена — Бартолица (итал. Bartolice, то есть Bartolomea) Феликсовна, урождённая Бартолоциева (род. ок. 1777 — ум. ок. 1808), «италийская дворянка», дочь дивизионного штаб-лекаря Ф. О. Бартолоция (итал. Felice Bartolozzi), итальянского врача на русской службе.
Дети от первого брака:
- Дмитрий (ок. 1798 — 1871, с. Аннинское Елисаветградского уезда), в 1808 г. поступил в отцовский Елисаветградский полк («Всеволожский 3-й»), дежурный штаб-офицер штаба Отдельного Кавказского корпуса, полковник, позднее — управляющий Кавказскими Минеральными Водами, генерал-майор. Женат на дочери полковника М. В. Золотницкого Анне Михайловне.
- Дарья Чайковская (род. ок. 1805 — ум. после 1868), замужем за полковником Степаном Матвеевичем Чайковским, сыном екатеринославского (статского советника М. С. Чайковского) и внуком воронежского (генерал-майора Ф. И. Ярцова) вице-губернатора, троюродным братом поэта А. А. Дельвига и родным дядей невестки, Анны Михайловны Золотницкой.
- Евдокия, баронесса Остен-Сакен (1807 — ум. после 1857), замужем за бароном Павлом Ерофеевичем Остен-Сакеном, отставным майором Нижегородского драгунского полка, сыном шефа Елисаветградского гусарского полка генерала Иеронима Казимира Остен-Сакена и младшим братом генерала графа Д. Е. Остен-Сакена.
- Матвей (1808 — ум. после 1858), по повелению Александра I был принят в Пажеский корпус, в 1828 году выпущен прапорщиком в 8-й пионерный батальон Кавказской артиллерийской дивизии, в 1832 году вышел в отставку подпоручиком, служил заседателем Бобринецкого уездного суда, женат на «дочери майора, помещика Александрийского уезда» Анне Павловне Прокопович.

Вторая жена — Анела (Aniela) Мартыновна, детей во втором браке не было.